# Liste des monuments historiques de la Meuse
Cet article recense les monuments historiques de la Meuse, en France.

## Statistiques
Au 21 juillet 2025, la Meuse compte 342 édifices comportant au moins une protection au titre des monuments historiques, dont 170 sont classés et 188 sont inscrits. Le total des monuments classés et inscrits est supérieur au nombre total de monuments protégés car plusieurs d'entre eux sont à la fois classés et inscrits.
- Haut – A
- B
- C
- D
- E
- F
- G
- H
- I
- J
- K
- L
- M
- N
- O
- P
- Q
- R
- S
- T
- U
- V
- W
- X
- Y
- Z

## Liste
Compte tenu du nombre de protections dans certaines communes, elles font l'objet d'une liste distincte :
- pour Bar-le-Duc, voir la liste des monuments historiques de Bar-le-Duc
- pour Verdun, voir la liste des monuments historiques de Verdun

| Monument                                                     | Commune                                              | Adresse                                                                     | Coordonnées                                        | Notice                                             | Protection                                         | Date                                               | Illustration                                                 |
| ------------------------------------------------------------ | ---------------------------------------------------- | --------------------------------------------------------------------------- | -------------------------------------------------- | -------------------------------------------------- | -------------------------------------------------- | -------------------------------------------------- | ------------------------------------------------------------ |
| Église Saint-Martin d'Ancerville                             | Ancerville                                           |                                                                             | 48° 38′ 06″ nord, 5° 01′ 15″ est                   | « PA00106457 »                                     | Classé                                             | 1990                                               | Église Saint-Martin d'Ancerville                             |
| Maison                                                       | Ancerville                                           | 32 rue du Château                                                           | 48° 38′ 12″ nord, 5° 01′ 13″ est                   | « PA00106705 »                                     | Inscrit                                            | 1992                                               | Image manquante Téléverser                                   |
| Église Notre-Dame-de-l'Assomption d'Andernay                 | Andernay                                             |                                                                             | 48° 47′ 29″ nord, 4° 57′ 14″ est                   | « PA00132643 »                                     | Inscrit                                            | 1994                                               | Église Notre-Dame-de-l'Assomption d'Andernay                 |
| Fontaine d'Andernay                                          | Andernay                                             | Le Village                                                                  | 48° 47′ 28″ nord, 4° 57′ 14″ est                   | « PA00132644 »                                     | Inscrit                                            | 1994                                               | Fontaine d'Andernay                                          |
| Commanderie de Marbotte                                      | Apremont-la-Forêt (Marbotte)                         | Commanderie                                                                 | 48° 49′ 37″ nord, 5° 33′ 52″ est                   | « PA00132645 »                                     | Inscrit                                            | 1994                                               | Commanderie de Marbotte                                      |
| Château d'Arrancy-sur-Crusne                                 | Arrancy-sur-Crusne                                   |                                                                             | 49° 24′ 46″ nord, 5° 39′ 26″ est                   | « PA00106458 »                                     | Inscrit                                            | 1982                                               | Château d'Arrancy-sur-Crusne                                 |
| Église Saint-Maurice d'Arrancy-sur-Crusne                    | Arrancy-sur-Crusne                                   |                                                                             | 49° 24′ 47″ nord, 5° 39′ 24″ est                   | « PA00132646 »                                     | Inscrit                                            | 1994                                               | Église Saint-Maurice d'Arrancy-sur-Crusne                    |
| Pigeonnier du château d'Autrécourt-sur-Aire                  | Autrécourt-sur-Aire                                  |                                                                             | 49° 02′ 03″ nord, 5° 08′ 11″ est                   | « PA00106696 »                                     | Inscrit                                            | 1991                                               | Image manquante Téléverser                                   |
| Basilique Notre-Dame d'Avioth                                | Avioth                                               |                                                                             | 49° 34′ 01″ nord, 5° 23′ 29″ est                   | « PA00106460 »                                     | Classé                                             | 1840                                               | Basilique Notre-Dame d'Avioth                                |
| Chapelle des Monts d'Avioth                                  | Avioth                                               |                                                                             | 49° 34′ 00″ nord, 5° 23′ 29″ est                   | « PA00106459 »                                     | Classé                                             | 1862                                               | Chapelle des Monts d'Avioth                                  |
|                                                              | Bar-le-Duc                                           | Voir liste des monuments historiques de Bar-le-Duc                          | Voir liste des monuments historiques de Bar-le-Duc | Voir liste des monuments historiques de Bar-le-Duc | Voir liste des monuments historiques de Bar-le-Duc | Voir liste des monuments historiques de Bar-le-Duc | Voir liste des monuments historiques de Bar-le-Duc           |
| Château de Bazincourt-sur-Saulx                              | Bazincourt-sur-Saulx                                 |                                                                             | 48° 40′ 30″ nord, 5° 08′ 24″ est                   | « PA00106495 »                                     | Classé                                             | 1923 1967                                          | Château de Bazincourt-sur-Saulx                              |
| Église Saint-Pierre-ès-Liens de Bazincourt-sur-Saulx         | Bazincourt-sur-Saulx                                 |                                                                             | 48° 40′ 32″ nord, 5° 08′ 23″ est                   | « PA00106494 »                                     | Inscrit                                            | 1968                                               | Église Saint-Pierre-ès-Liens de Bazincourt-sur-Saulx         |
| Ermitage de Saint-Rouin                                      | Beaulieu-en-Argonne                                  | Saint-Rouin                                                                 | 49° 02′ 10″ nord, 5° 01′ 56″ est                   | « PA00132765 »                                     | Classé                                             | 1998                                               | Ermitage de Saint-Rouin                                      |
| Presbytère de Beaulieu-en-Argonne                            | Beaulieu-en-Argonne                                  | Grand-Rue 29                                                                | 49° 01′ 53″ nord, 5° 03′ 56″ est                   | « PA00106706 »                                     | Inscrit                                            | 1992                                               | Image manquante Téléverser                                   |
| Retable de l'Assomption                                      | Beaulieu-en-Argonne                                  |                                                                             | 49° 02′ 13″ nord, 5° 01′ 57″ est                   | « PA00106496 »                                     | Classé                                             | 1972                                               | Retable de l'Assomption                                      |
| Église de l'Assomption-de-la-Vierge de Beauzée-sur-Aire      | Beausite                                             |                                                                             | 48° 58′ 10″ nord, 5° 11′ 34″ est                   | « PA00106497 »                                     | Classé                                             | 1915                                               | Église de l'Assomption-de-la-Vierge de Beauzée-sur-Aire      |
| Motte castrale de Belrain                                    | Belrain                                              | La Bosse                                                                    | 48° 51′ 49″ nord, 5° 18′ 15″ est                   | « PA00106686 »                                     | Inscrit                                            | 1990                                               | Image manquante Téléverser                                   |
| Château Claudot                                              | Beurey-sur-Saulx                                     |                                                                             | 48° 45′ 23″ nord, 5° 01′ 28″ est                   | « PA00106498 »                                     | Inscrit                                            | 1989                                               | Château Claudot                                              |
| Église Saint-Martin de Beurey-sur-Saulx                      | Beurey-sur-Saulx                                     |                                                                             | 48° 45′ 25″ nord, 5° 01′ 32″ est                   | « PA55000040 »                                     | Inscrit                                            | 2010                                               | Église Saint-Martin de Beurey-sur-Saulx                      |
| Pont de Beurey-sur-Saulx                                     | Beurey-sur-Saulx                                     | Rue du Pont                                                                 | 48° 45′ 27″ nord, 5° 01′ 26″ est                   | « PA55000042 »                                     | Inscrit                                            | 2013                                               | Pont de Beurey-sur-Saulx                                     |
| Église Saint-Loup de Billy-sous-Mangiennes                   | Billy-sous-Mangiennes                                |                                                                             | 49° 19′ 55″ nord, 5° 34′ 24″ est                   | « PA00106499 »                                     | Inscrit                                            | 1989                                               | Église Saint-Loup de Billy-sous-Mangiennes                   |
| Jardin du domaine de la forge                                | Boncourt-sur-Meuse                                   |                                                                             | 48° 48′ 06″ nord, 5° 33′ 41″ est                   | « PA55000046 »                                     | Inscrit                                            | 2015                                               | Image manquante Téléverser                                   |
| Église Saint-Florentin de Bonnet                             | Bonnet                                               |                                                                             | 48° 31′ 20″ nord, 5° 26′ 13″ est                   | « PA00106500 »                                     | Classé                                             | 1909                                               | Église Saint-Florentin de Bonnet                             |
| Église Saint-Maurice de Bouconville-sur-Madt                 | Bouconville-sur-Madt                                 |                                                                             | 48° 50′ 36″ nord, 5° 43′ 12″ est                   | « PA00106501 »                                     | Classé                                             | 1921                                               | Église Saint-Maurice de Bouconville-sur-Madt                 |
| Kaiser-Tunnel                                                | Boureuilles Également sur Lachalade                  |                                                                             | 49° 11′ 26″ nord, 4° 59′ 30″ est                   | « PA55000018 »                                     | Inscrit                                            | 1998                                               | Image manquante Téléverser                                   |
| Site archéologique de Boviolles                              | Boviolles                                            | Le Mont Chatel                                                              | 48° 38′ 27″ nord, 5° 24′ 30″ est                   | « PA00132873 »                                     | Inscrit                                            | 1994                                               | Site archéologique de Boviolles                              |
| Résidence des Prémontrés                                     | Brieulles-sur-Meuse                                  | 2-4 Avenue Poincaré                                                         | 49° 20′ 11″ nord, 5° 11′ 03″ est                   | « PA00106502 »                                     | Classé                                             | 1994                                               | Résidence des Prémontrés                                     |
| Ferme de Brizeaux                                            | Brizeaux                                             | Grand-Rue 18                                                                | 49° 00′ 18″ nord, 5° 03′ 31″ est                   | « PA00106709 »                                     | Inscrit                                            | 1992                                               | Image manquante Téléverser                                   |
| Ferme de Brizeaux                                            | Brizeaux                                             | 2 rue de Verdun                                                             | 49° 00′ 17″ nord, 5° 03′ 35″ est                   | « PA00106710 »                                     | Inscrit                                            | 1992                                               | Image manquante Téléverser                                   |
| Château de Burey-la-Côte                                     | Burey-la-Côte                                        |                                                                             | 48° 30′ 09″ nord, 5° 42′ 01″ est                   | « PA00125528 »                                     | Inscrit                                            | 1993                                               | Château de Burey-la-Côte                                     |
| Menhir de Woinville                                          | Buxières-sous-les-Côtes                              |                                                                             | 48° 53′ 49″ nord, 5° 39′ 28″ est                   | « PA55000021 »                                     | Inscrit                                            | 2000                                               | Menhir de Woinville                                          |
| Église Saint-Martin de Buzy                                  | Buzy-Darmont                                         |                                                                             | 49° 10′ 07″ nord, 5° 42′ 34″ est                   | « PA00106503 »                                     | Inscrit                                            | 1982                                               | Église Saint-Martin de Buzy                                  |
| Motte castrale de Chaillon                                   | Chaillon                                             |                                                                             | 48° 56′ 47″ nord, 5° 36′ 57″ est                   | « PA00106687 »                                     | Inscrit                                            | 1990                                               | Motte castrale de Chaillon                                   |
| Château de Chalaines                                         | Chalaines                                            | 14 rue du Château                                                           | 48° 36′ 06″ nord, 5° 40′ 53″ est                   | « PA00106707 »                                     | Inscrit                                            | 1992                                               | Château de Chalaines                                         |
| Château de Morlaincourt                                      | Chanteraine                                          |                                                                             | 48° 40′ 48″ nord, 5° 22′ 15″ est                   | « PA00106504 »                                     | Inscrit                                            | 1988                                               | Image manquante Téléverser                                   |
| Château de Beaupré                                           | Chassey-Beaupré                                      |                                                                             | 48° 27′ 21″ nord, 5° 25′ 09″ est                   | « PA00106697 »                                     | Inscrit                                            | 1991                                               | Image manquante Téléverser                                   |
| Église Saint-Martin de Chaumont-devant-Damvillers            | Chaumont-devant-Damvillers                           |                                                                             | 49° 18′ 27″ nord, 5° 25′ 31″ est                   | « PA00106698 »                                     | Inscrit                                            | 1991                                               | Église Saint-Martin de Chaumont-devant-Damvillers            |
| Grosse Borne                                                 | Chauvoncourt                                         | Chemin rural de Praimont                                                    | 48° 54′ 15″ nord, 5° 30′ 39″ est                   | « PA55000022 »                                     | Inscrit                                            | 2000                                               | Image manquante Téléverser                                   |
| Église Saint-Brice de Chonville                              | Chonville-Malaumont                                  |                                                                             | 48° 45′ 03″ nord, 5° 29′ 59″ est                   | « PA00106505 »                                     | Classé                                             | 1914                                               | Église Saint-Brice de Chonville                              |
| Église Saint-Martin de Malaumont                             | Chonville-Malaumont                                  |                                                                             | 48° 46′ 54″ nord, 5° 29′ 33″ est                   | « PA00106506 »                                     | Classé Inscrit                                     | 1908 1994                                          | Église Saint-Martin de Malaumont                             |
| Colombier d'Auzéville                                        | Clermont-en-Argonne                                  | Le Village                                                                  | 49° 05′ 59″ nord, 5° 06′ 14″ est                   | « PA55000005 »                                     | Inscrit                                            | 1997                                               | Image manquante Téléverser                                   |
| Église Saint-Didier de Clermont-en-Argonne                   | Clermont-en-Argonne                                  |                                                                             | 49° 06′ 17″ nord, 5° 04′ 10″ est                   | « PA00106507 »                                     | Classé                                             | 1908                                               | Église Saint-Didier de Clermont-en-Argonne                   |
| Maison à pans de bois                                        | Clermont-en-Argonne                                  | 15 route de Paris                                                           | 49° 07′ 01″ nord, 5° 05′ 45″ est                   | « PA00106688 »                                     | Inscrit                                            | 1990                                               | Image manquante Téléverser                                   |
| Motte castrale de Vraincourt                                 | Clermont-en-Argonne                                  | Derrière-le-Châtelet Ham Ferré                                              | 49° 07′ 07″ nord, 5° 05′ 22″ est                   | « PA00106689 »                                     | Inscrit                                            | 1990                                               | Image manquante Téléverser                                   |
| Plateau Sainte-Anne                                          | Clermont-en-Argonne                                  |                                                                             | 49° 06′ 08″ nord, 5° 04′ 00″ est                   | « PA00106508 »                                     | Classé                                             | 1922                                               | Image manquante Téléverser                                   |
| Château de Commercy                                          | Commercy                                             | Place du Fer-à-cheval 1, 2, 2bis, 3, 4, 5, 6, 7, 8, 10 avenue Stanislas     | 48° 45′ 49″ nord, 5° 35′ 32″ est                   | « PA00106509 »                                     | Classé                                             | 1972                                               | Château de Commercy                                          |
| Château Stanislas                                            | Commercy                                             |                                                                             | 48° 45′ 48″ nord, 5° 35′ 30″ est                   | « PA00106510 »                                     | Inscrit Classé                                     | 1926 1960                                          | Château Stanislas                                            |
| Église Saint-Pantaléon de Commercy                           | Commercy                                             |                                                                             | 48° 45′ 50″ nord, 5° 35′ 29″ est                   | « PA00106511 »                                     | Inscrit                                            | 1926                                               | Église Saint-Pantaléon de Commercy                           |
| Hôpital Saint-Charles                                        | Commercy                                             | 1 rue Henri-Garnier                                                         | 48° 45′ 36″ nord, 5° 35′ 14″ est                   | « PA55000017 »                                     | Inscrit                                            | 1998                                               | Hôpital Saint-Charles                                        |
| Hôtel de ville de Commercy                                   | Commercy                                             | Place Charles-de-Gaulle                                                     | 48° 45′ 41″ nord, 5° 35′ 36″ est                   | « PA00106512 »                                     | Classé                                             | 1983                                               | Hôtel de ville de Commercy                                   |
| Maison                                                       | Commercy                                             | 1 rue des Juifs                                                             | 48° 45′ 46″ nord, 5° 35′ 26″ est                   | « PA00106513 »                                     | Inscrit                                            | 1926                                               | Maison                                                       |
| Maison                                                       | Commercy                                             | 6 rue des Moulins                                                           | 48° 45′ 46″ nord, 5° 35′ 33″ est                   | « PA00106514 »                                     | Inscrit                                            | 1926                                               | Maison                                                       |
| Pharmacie Malard                                             | Commercy                                             | 23 place Charles-de-Gaulle                                                  | 48° 45′ 43″ nord, 5° 35′ 35″ est                   | « PA55000012 »                                     | Classé                                             | 1998                                               | Pharmacie Malard                                             |
| Prieuré de Breuil                                            | Commercy                                             | Rue de Breuil Avenue Voltaire                                               | 48° 45′ 29″ nord, 5° 35′ 12″ est                   | « PA00106515 »                                     | Inscrit Classé Inscrit Classé                      | 1926 1984 1995 2008                                | Prieuré de Breuil                                            |
| Cimetière de l'église de Consenvoye                          | Consenvoye                                           |                                                                             | 49° 17′ 11″ nord, 5° 17′ 02″ est                   | « PA00106516 »                                     | Classé                                             | 1932                                               | Image manquante Téléverser                                   |
| Église de l'Assomption de Consenvoye                         | Consenvoye                                           |                                                                             | 49° 17′ 11″ nord, 5° 17′ 03″ est                   | « PA00106517 »                                     | Classé                                             | 1921                                               | Église de l'Assomption de Consenvoye                         |
| Église Saint-Quentin de Contrisson                           | Contrisson                                           |                                                                             | 48° 48′ 09″ nord, 4° 57′ 15″ est                   | « PA00106518 »                                     | Classé                                             | 1990                                               | Église Saint-Quentin de Contrisson                           |
| Ferme de Contrisson                                          | Contrisson                                           | Petite-Rue 98, 106                                                          | 48° 48′ 14″ nord, 4° 57′ 20″ est                   | « PA00106708 »                                     | Inscrit                                            | 1992                                               | Image manquante Téléverser                                   |
| Maison à pans de bois                                        | Contrisson                                           | 9 rue Simon                                                                 | 48° 48′ 09″ nord, 4° 57′ 19″ est                   | « PA00106690 »                                     | Classé                                             | 1992                                               | Maison à pans de bois                                        |
| Château de l'Isle                                            | Cousances-les-Forges                                 |                                                                             | 48° 36′ 40″ nord, 5° 05′ 01″ est                   | « PA00106519 »                                     | Classé                                             | 1927 1976                                          | Image manquante Téléverser                                   |
| Église Saint-Brice de Couvonges                              | Couvonges                                            |                                                                             | 48° 46′ 36″ nord, 5° 01′ 34″ est                   | « PA00106520 »                                     | Classé                                             | 1936                                               | Église Saint-Brice de Couvonges                              |
| Croix de Loisey-Culey                                        | Culey                                                | Route de Loisey                                                             | 48° 45′ 12″ nord, 5° 15′ 51″ est                   | « PA00106558 »                                     | Inscrit                                            | 1932                                               | Image manquante Téléverser                                   |
| Église Saint-Mansuy de Culey                                 | Culey                                                |                                                                             | 48° 45′ 19″ nord, 5° 15′ 59″ est                   | « PA00106559 »                                     | Classé                                             | 1912                                               | Église Saint-Mansuy de Culey                                 |
| Château de Bertheléville                                     | Dainville-Bertheléville                              |                                                                             | 48° 27′ 52″ nord, 5° 30′ 10″ est                   | « PA00106691 »                                     | Inscrit                                            | 1990                                               | Image manquante Téléverser                                   |
| Fort de Vaux                                                 | Damloup                                              |                                                                             | 49° 12′ 00″ nord, 5° 28′ 12″ est                   | « PA00106522 »                                     | Classé                                             | 1970                                               | Fort de Vaux                                                 |
| Château du Fourneau                                          | Dammarie-sur-Saulx                                   |                                                                             | 48° 36′ 07″ nord, 5° 14′ 32″ est                   | « PA00125529 »                                     | Inscrit                                            | 1993                                               | Image manquante Téléverser                                   |
| Église de l'Annonciation-Notre-Dame de Dammarie-sur-Saulx    | Dammarie-sur-Saulx                                   |                                                                             | 48° 35′ 36″ nord, 5° 14′ 12″ est                   | « PA00132942 »                                     | Classé                                             | 1994                                               | Église de l'Annonciation-Notre-Dame de Dammarie-sur-Saulx    |
| Église Saint-Maurice de Damvillers                           | Damvillers                                           |                                                                             | 49° 20′ 27″ nord, 5° 23′ 57″ est                   | « PA00106523 »                                     | Classé                                             | 1921                                               | Église Saint-Maurice de Damvillers                           |
| Château de Dieue-sur-Meuse                                   | Dieue-sur-Meuse                                      |                                                                             | 49° 04′ 07″ nord, 5° 25′ 16″ est                   | « PA00106524 »                                     | Inscrit                                            | 1980                                               | Château de Dieue-sur-Meuse                                   |
| Cimetière désaffecté de Dieue-sur-Meuse                      | Dieue-sur-Meuse                                      |                                                                             | 49° 04′ 09″ nord, 5° 25′ 16″ est                   | « PA00106525 »                                     | Classé                                             | 1929                                               | Cimetière désaffecté de Dieue-sur-Meuse                      |
| Église Sainte-Marie-Madeleine de Génicourt-sur-Meuse         | Dieue-sur-Meuse                                      |                                                                             | 49° 02′ 10″ nord, 5° 26′ 17″ est                   | « PA00106526 »                                     | Classé                                             | 1908                                               | Église Sainte-Marie-Madeleine de Génicourt-sur-Meuse         |
| Fort de Douaumont                                            | Douaumont                                            |                                                                             | 49° 13′ 00″ nord, 5° 26′ 20″ est                   | « PA00106527 »                                     | Classé                                             | 1970                                               | Fort de Douaumont                                            |
| Tranchée des Baïonnettes                                     | Douaumont                                            |                                                                             | 49° 12′ 51″ nord, 5° 25′ 32″ est                   | « PA00106528 »                                     | Classé                                             | 1922                                               | Tranchée des Baïonnettes                                     |
| Cimetière de l'église de Dugny-sur-Meuse                     | Dugny-sur-Meuse                                      |                                                                             | 49° 06′ 39″ nord, 5° 23′ 26″ est                   | « PA00106529 »                                     | Classé                                             | 1930                                               | Cimetière de l'église de Dugny-sur-Meuse                     |
| Église de la Nativité-de-la-Sainte-Vierge de Dugny-sur-Meuse | Dugny-sur-Meuse                                      |                                                                             | 49° 06′ 40″ nord, 5° 23′ 26″ est                   | « PA00106530 »                                     | Classé                                             | 1904                                               | Église de la Nativité-de-la-Sainte-Vierge de Dugny-sur-Meuse |
| Église Notre-Dame-de-Bonne-Garde de Dun-sur-Meuse            | Dun-sur-Meuse                                        |                                                                             | 49° 23′ 13″ nord, 5° 11′ 02″ est                   | « PA00106531 »                                     | Classé                                             | 1920                                               | Église Notre-Dame-de-Bonne-Garde de Dun-sur-Meuse            |
| Église Saint-Martin d'Étain                                  | Étain                                                |                                                                             | 49° 12′ 49″ nord, 5° 38′ 02″ est                   | « PA00106532 »                                     | Classé                                             | 1846                                               | Église Saint-Martin d'Étain                                  |
| Nécropole nationale du Trottoir                              | Les Éparges                                          |                                                                             | 49° 03′ 56″ nord, 5° 36′ 20″ est                   | « IA00036467 »                                     | Inscrit                                            | 2017                                               | Nécropole nationale du Trottoir                              |
| Hôtel de ville d'Étain                                       | Étain                                                | 1 Place Jean-Baptiste Rouillon                                              | 49° 12′ 47″ nord, 5° 38′ 11″ est                   | « PA55000031 »                                     | Inscrit                                            | 2002                                               | Hôtel de ville d'Étain                                       |
| Église Saint-Gorgon de Vertuzey                              | Euville                                              | Vertuzey                                                                    | 48° 44′ 09″ nord, 5° 39′ 43″ est                   | « PA00106672 »                                     | Classé                                             | 1999                                               | Église Saint-Gorgon de Vertuzey                              |
| Église Saint-Pierre de Ville-Issey                           | Euville                                              | Issey                                                                       | 48° 43′ 55″ nord, 5° 38′ 19″ est                   | « PA55000007 »                                     | Inscrit                                            | 1997                                               | Église Saint-Pierre de Ville-Issey                           |
| Église Saint-Pierre-et-Saint-Paul d'Euville                  | Euville                                              |                                                                             | 48° 45′ 00″ nord, 5° 37′ 30″ est                   | « PA55000006 »                                     | Inscrit                                            | 1997                                               | Église Saint-Pierre-et-Saint-Paul d'Euville                  |
| Hôtel de ville d'Euville                                     | Euville                                              |                                                                             | 48° 44′ 57″ nord, 5° 37′ 27″ est                   | « PA00106533 »                                     | Classé                                             | 1992                                               | Hôtel de ville d'Euville                                     |
| Église Saint-Évence d'Èvres et son cimetière                 | Èvres                                                |                                                                             | 48° 58′ 59″ nord, 5° 07′ 30″ est                   | « PA00106534 »                                     | Classé                                             | 1941                                               | Église Saint-Évence d'Èvres et son cimetière                 |
| Église Sainte-Catherine de Fains-les-Sources                 | Fains-Véel                                           | Place de la Mairie                                                          | 48° 47′ 23″ nord, 5° 07′ 28″ est                   | « PA00106535 »                                     | Classé                                             | 1983                                               | Église Sainte-Catherine de Fains-les-Sources                 |
| Église Saint-Martin de Véel                                  | Fains-Véel (Véel)                                    |                                                                             | 48° 46′ 13″ nord, 5° 06′ 58″ est                   | « PA00106536 »                                     | Inscrit                                            | 1927                                               | Église Saint-Martin de Véel                                  |
| Maison forte de la Grande-Flassigny                          | Flassigny                                            | Le Village                                                                  | 49° 28′ 26″ nord, 5° 26′ 27″ est                   | « PA55000008 »                                     | Inscrit                                            | 1997                                               | Maison forte de la Grande-Flassigny                          |
| Monument aux morts juifs de Fleury-devant-Douaumont          | Fleury-devant-Douaumont                              | Sous Thiaumont                                                              | 49° 12′ 21″ nord, 5° 25′ 14″ est                   | « PA55000001 »                                     | Classé                                             | 1996                                               | Monument aux morts juifs de Fleury-devant-Douaumont          |
| Ossuaire de Douaumont                                        | Fleury-devant-Douaumont                              | Sous Thiaumont                                                              | 49° 12′ 29″ nord, 5° 25′ 25″ est                   | « PA55000002 »                                     | Classé                                             | 1996                                               | Ossuaire de Douaumont                                        |
| Église Saint-Jean-Baptiste de Foucaucourt-sur-Thabas         | Foucaucourt-sur-Thabas                               |                                                                             | 48° 59′ 55″ nord, 5° 06′ 08″ est                   | « PA00106537 »                                     | Classé                                             | 1941                                               | Église Saint-Jean-Baptiste de Foucaucourt-sur-Thabas         |
| Abbaye de Rangéval                                           | Geville                                              | R.N. 408                                                                    | 48° 45′ 44″ nord, 5° 43′ 25″ est                   | « PA00106538 »                                     | Classé                                             | 1965                                               | Abbaye de Rangéval                                           |
| Église Saint-Léger de Gironville                             | Geville                                              |                                                                             | 48° 47′ 34″ nord, 5° 40′ 27″ est                   | « PA00106539 »                                     | Classé                                             | 1908                                               | Église Saint-Léger de Gironville                             |
| Église de la Nativité-de-la-Vierge de Gondrecourt-le-Château | Gondrecourt-le-Château                               |                                                                             | 48° 30′ 43″ nord, 5° 30′ 21″ est                   | « PA00106540 »                                     | Inscrit                                            | 1970                                               | Église de la Nativité-de-la-Vierge de Gondrecourt-le-Château |
| Château de Goussaincourt                                     | Goussaincourt                                        | 4 Grande Rue                                                                | 48° 29′ 05″ nord, 5° 41′ 30″ est                   | « PA55000038 »                                     | Inscrit                                            | 2009                                               | Château de Goussaincourt                                     |
| Château de la Forge                                          | Haironville                                          |                                                                             | 48° 41′ 09″ nord, 5° 05′ 03″ est                   | « PA00106542 »                                     | Inscrit                                            | 1947                                               | Château de la Forge                                          |
| Château de la Varenne                                        | Haironville                                          | La Varenne                                                                  | 48° 41′ 10″ nord, 5° 04′ 58″ est                   | « PA00106541 »                                     | Classé Inscrit                                     | 1972 1993                                          | Image manquante Téléverser                                   |
| Pont sur la Saulx                                            | Haironville                                          |                                                                             | 48° 41′ 05″ nord, 5° 05′ 05″ est                   | « PA00106543 »                                     | Inscrit                                            | 1950                                               | Pont sur la Saulx                                            |
| Église Saint-Amand de Louppy-sur-Chée                        | Les Hauts-de-Chée                                    |                                                                             | 48° 51′ 50″ nord, 5° 08′ 00″ est                   | « PA00106561 »                                     | Classé                                             | 1921                                               | Église Saint-Amand de Louppy-sur-Chée                        |
| Église Saint-Michel de Condé-en-Barrois                      | Les Hauts-de-Chée                                    |                                                                             | 48° 52′ 09″ nord, 5° 10′ 26″ est                   | « PA00106683 »                                     | Inscrit Classé                                     | 1989 1994                                          | Église Saint-Michel de Condé-en-Barrois                      |
| Fontaine-lavoir d'Houdelaincourt                             | Houdelaincourt                                       | Rue Principale                                                              | 48° 32′ 55″ nord, 5° 28′ 15″ est                   | « PA00106544 »                                     | Classé                                             | 1988                                               | Fontaine-lavoir d'Houdelaincourt                             |
| Château de Kœur-la-Petite                                    | Kœur-la-Petite                                       | Ruelle du Château                                                           | 48° 51′ 24″ nord, 5° 29′ 40″ est                   | « PA00106692 »                                     | Inscrit                                            | 1990                                               | Image manquante Téléverser                                   |
| Abbaye de Lachalade                                          | Lachalade                                            |                                                                             | 49° 10′ 03″ nord, 4° 57′ 36″ est                   | « PA00106545 »                                     | Classé Inscrit                                     | 1862 1931 1986                                     | Abbaye de Lachalade                                          |
| Kaiser-Tunnel                                                | Lachalade Également sur Boureuilles                  |                                                                             | 49° 11′ 26″ nord, 4° 59′ 30″ est                   | « PA55000014 »                                     | Inscrit                                            | 1998                                               | Image manquante Téléverser                                   |
| Fort de Troyon                                               | Lacroix-sur-Meuse                                    |                                                                             | 48° 59′ 14″ nord, 5° 29′ 24″ est                   | « PA00132962 »                                     | Inscrit                                            | 1994                                               | Fort de Troyon                                               |
| Lavoir de Lacroix-sur-Meuse                                  | Lacroix-sur-Meuse                                    |                                                                             | 48° 58′ 23″ nord, 5° 30′ 42″ est                   | « PA00106546 »                                     | Classé Inscrit                                     | 1980                                               | Lavoir de Lacroix-sur-Meuse                                  |
| Villa Teinturier                                             | Laheycourt                                           | 28 rue du Général Porson                                                    | 48° 53′ 27″ nord, 5° 01′ 05″ est                   | « PA55000043 »                                     | Inscrit Classée                                    | 2013 2014                                          | Image manquante Téléverser                                   |
| Église Saint-Remi de Laimont                                 | Laimont                                              |                                                                             | 48° 50′ 06″ nord, 5° 02′ 38″ est                   | « PA00106547 »                                     | Classé                                             | 1918                                               | Église Saint-Remi de Laimont                                 |
| Abbaye de l'Étanche                                          | Lamorville                                           | Étanche                                                                     | 48° 58′ 23″ nord, 5° 38′ 00″ est                   | « PA00106548 »                                     | Inscrit                                            | 1984                                               | Abbaye de l'Étanche                                          |
| Église Saint-Nicolas de Laneuville-sur-Meuse                 | Laneuville-sur-Meuse                                 |                                                                             | 49° 29′ 30″ nord, 5° 09′ 49″ est                   | « PA00106549 »                                     | Inscrit                                            | 1981                                               | Église Saint-Nicolas de Laneuville-sur-Meuse                 |
| Lavoir de Laneuville-sur-Meuse                               | Laneuville-sur-Meuse                                 | Place de l'Église                                                           | 49° 29′ 29″ nord, 5° 09′ 48″ est                   | « PA00106550 »                                     | Inscrit                                            | 1981                                               | Image manquante Téléverser                                   |
| Église Notre-Dame-des-Vertus de Ligny-en-Barrois             | Ligny-en-Barrois                                     |                                                                             | 48° 41′ 16″ nord, 5° 19′ 22″ est                   | « PA00106551 »                                     | Inscrit                                            | 1928                                               | Église Notre-Dame-des-Vertus de Ligny-en-Barrois             |
| Hôtel des Fermes                                             | Ligny-en-Barrois                                     | 19 rue Leroux                                                               | 48° 41′ 20″ nord, 5° 19′ 19″ est                   | « PA00106552 »                                     | Inscrit                                            | 1928                                               | Image manquante Téléverser                                   |
| Maison                                                       | Ligny-en-Barrois                                     | 79 rue du Général-de-Gaulle                                                 | 48° 41′ 10″ nord, 5° 19′ 31″ est                   | « PA00125530 »                                     | Inscrit                                            | 1993                                               | Maison                                                       |
| Maison                                                       | Ligny-en-Barrois                                     | 7 rue Notre-Dame                                                            | 48° 41′ 22″ nord, 5° 19′ 36″ est                   | « PA55000035 »                                     | Inscrit                                            | 2003                                               | Image manquante Téléverser                                   |
| Porte Dauphine                                               | Ligny-en-Barrois                                     | Rue Leroux                                                                  | 48° 41′ 25″ nord, 5° 19′ 12″ est                   | « PA00106553 »                                     | Inscrit                                            | 1928                                               | Porte Dauphine                                               |
| Propriété La Chiennerie                                      | Ligny-en-Barrois                                     | Boulevard de l'Ornain                                                       | 48° 41′ 27″ nord, 5° 19′ 28″ est                   | « PA00106554 »                                     | Inscrit                                            | 1970                                               | Image manquante Téléverser                                   |
| Tour de Luxembourg                                           | Ligny-en-Barrois                                     |                                                                             | 48° 41′ 25″ nord, 5° 19′ 37″ est                   | « PA00106555 »                                     | Classé                                             | 1840                                               | Tour de Luxembourg                                           |
| Église Saint-Julien de Liny-devant-Dun                       | Liny-devant-Dun                                      |                                                                             | 49° 21′ 22″ nord, 5° 11′ 40″ est                   | « PA00106556 »                                     | Classé                                             | 1921                                               | Église Saint-Julien de Liny-devant-Dun                       |
| Château de Jean d'Heurs                                      | Lisle-en-Rigault                                     |                                                                             | 48° 43′ 36″ nord, 5° 02′ 45″ est                   | « PA00106557 »                                     | Classé Inscrit Classé Inscrit                      | 1972 1989 1991                                     | Château de Jean d'Heurs                                      |
| Château de Lisle                                             | Lisle-en-Rigault                                     | Le Château                                                                  | 48° 43′ 03″ nord, 5° 02′ 55″ est                   | « PA00106712 »                                     | Inscrit Classé                                     | 1992 1994                                          | Château de Lisle                                             |
| Château de Ville-sur-Saulx (partie du domaine)               | Lisle-en-Rigault                                     |                                                                             | 48° 42′ 45″ nord, 5° 03′ 14″ est                   | « PA00135417 »                                     | Inscrit                                            | 1995                                               | Château de Ville-sur-Saulx (partie du domaine)               |
| Église Saint-Hilaire de Longeville-en-Barrois                | Longeville-en-Barrois                                |                                                                             | 48° 44′ 24″ nord, 5° 12′ 37″ est                   | « PA00106560 »                                     | Classé                                             | 1990                                               | Église Saint-Hilaire de Longeville-en-Barrois                |
| Château de Louppy-sur-Loison                                 | Louppy-sur-Loison                                    |                                                                             | 49° 26′ 38″ nord, 5° 20′ 50″ est                   | « PA00106562 »                                     | Classé                                             | 1980                                               | Château de Louppy-sur-Loison                                 |
| Croix de cimetière de Louppy-sur-Loison                      | Louppy-sur-Loison                                    | La Madeleine                                                                | 49° 26′ 50″ nord, 5° 21′ 01″ est                   | « PA00106563 »                                     | Classé                                             | 1959                                               | Croix de cimetière de Louppy-sur-Loison                      |
| Calvaire de Marville                                         | Marville                                             |                                                                             | 49° 27′ 29″ nord, 5° 27′ 03″ est                   | « PA00106564 »                                     | Classé                                             | 1920                                               | Image manquante Téléverser                                   |
| Cimetière de Marville                                        | Marville                                             |                                                                             | 49° 27′ 30″ nord, 5° 27′ 01″ est                   | « PA00106565 »                                     | Classé                                             | 1931                                               | Cimetière de Marville                                        |
| Cimetière du Mont-Saint-Hilaire                              | Marville                                             |                                                                             | 49° 27′ 30″ nord, 5° 27′ 01″ est                   | « PA00106566 »                                     | Classé                                             | 1931                                               | Cimetière du Mont-Saint-Hilaire                              |
| Église Saint-Nicolas de Marville                             | Marville                                             |                                                                             | 49° 27′ 13″ nord, 5° 27′ 31″ est                   | « PA00106567 »                                     | Classé                                             | 1920                                               | Église Saint-Nicolas de Marville                             |
| Enceinte urbaine de Marville                                 | Marville                                             | Rue de la Vieille-Halle                                                     | 49° 27′ 08″ nord, 5° 27′ 32″ est                   | « PA55000032 »                                     | Inscrit                                            | 2002                                               | Image manquante Téléverser                                   |
| Hôtel d'Égremont                                             | Marville                                             | Grande-rue                                                                  | 49° 27′ 08″ nord, 5° 27′ 28″ est                   | « PA00106568 »                                     | Classé                                             | 1931                                               | Hôtel d'Égremont                                             |
| Hôtel de ville de Marville                                   | Marville                                             | Rue des Tripots                                                             | 49° 27′ 07″ nord, 5° 27′ 19″ est                   | « PA00106569 »                                     | Classé                                             | 1931                                               | Image manquante Téléverser                                   |
| Immeuble                                                     | Marville                                             | Grande-place                                                                | 49° 27′ 12″ nord, 5° 27′ 29″ est                   | « PA00106570 »                                     | Classé                                             | 1931                                               | Image manquante Téléverser                                   |
| Immeuble                                                     | Marville                                             | Grande-place                                                                | 49° 27′ 11″ nord, 5° 27′ 29″ est                   | « PA00106571 »                                     | Classé                                             | 1931                                               | Image manquante Téléverser                                   |
| Immeuble                                                     | Marville                                             | Place Saint-Benoît                                                          | 49° 27′ 14″ nord, 5° 27′ 29″ est                   | « PA00106573 »                                     | Classé                                             | 1932                                               | Image manquante Téléverser                                   |
| Immeuble                                                     | Marville                                             | Rue des Tripots                                                             | 49° 27′ 09″ nord, 5° 27′ 17″ est                   | « PA00106574 »                                     | Classé                                             | 1931                                               | Image manquante Téléverser                                   |
| Immeuble                                                     | Marville                                             | Rue des Tripots                                                             | 49° 27′ 08″ nord, 5° 27′ 18″ est                   | « PA00106575 »                                     | Classé                                             | 1931                                               | Image manquante Téléverser                                   |
| Maison                                                       | Marville                                             | Rue Marius                                                                  | 49° 27′ 13″ nord, 5° 27′ 33″ est                   | « PA55000047 »                                     | Inscrit                                            | 2015                                               | Image manquante Téléverser                                   |
| Maison                                                       | Marville                                             | Rue des Prêtres                                                             | 49° 27′ 11″ nord, 5° 27′ 27″ est                   | « PA00106578 »                                     | Classé                                             | 1932                                               | Image manquante Téléverser                                   |
| Maison                                                       | Marville                                             | Rue des Prêtres                                                             | 49° 27′ 14″ nord, 5° 27′ 29″ est                   | « PA00106579 »                                     | Classé                                             | 1931 1932                                          | Image manquante Téléverser                                   |
| Maison du Chevalier Michel                                   | Marville                                             | Grande-rue Rue du Bal                                                       | 49° 27′ 08″ nord, 5° 27′ 28″ est                   | « PA00106577 »                                     | Classé Inscrit                                     | 1931 1980                                          | Maison du Chevalier Michel                                   |
| Maison du Prieur de Saint-Hilaire-Saint-Nicolas              | Marville                                             | 2 Grande-place                                                              | 49° 27′ 11″ nord, 5° 27′ 32″ est                   | « PA00106576 »                                     | Classé                                             | 2006                                               | Image manquante Téléverser                                   |
| Refuge de l'abbaye d'Orval                                   | Marville                                             | La Ville 27 et 29 rue des Prêtres                                           | 49° 27′ 12″ nord, 5° 27′ 26″ est                   | « PA00106572 »                                     | Classé Inscrit                                     | 1931 1998                                          | Image manquante Téléverser                                   |
| Vierge des Lépreux                                           | Marville                                             |                                                                             | 49° 27′ 31″ nord, 5° 27′ 02″ est                   | « PA00106580 »                                     | Classé                                             | 1954                                               | Image manquante Téléverser                                   |
| Église Saint-Pantaléon de Mauvages                           | Mauvages                                             |                                                                             | 48° 35′ 39″ nord, 5° 33′ 19″ est                   | « PA00106581 »                                     | Inscrit                                            | 1935                                               | Église Saint-Pantaléon de Mauvages                           |
| Fontaine-lavoir de Mauvages                                  | Mauvages                                             |                                                                             | 48° 35′ 38″ nord, 5° 33′ 20″ est                   | « PA00106582 »                                     | Classé                                             | 1988                                               | Fontaine-lavoir de Mauvages                                  |
| Menhir de Mécrin                                             | Mécrin                                               | Sur Sard                                                                    | 48° 48′ 44″ nord, 5° 32′ 16″ est                   | « PA55000023 »                                     | Inscrit                                            | 2000                                               | Menhir de Mécrin                                             |
| Ancienne forge de Menaucourt                                 | Menaucourt                                           | Chemin de la Forge                                                          | 48° 38′ 59″ nord, 5° 12′ 58″ est                   | « PA55000044 »                                     | Inscrit                                            | 2013                                               | Image manquante Téléverser                                   |
| Église Notre-Dame de Ménil-sur-Saulx                         | Ménil-sur-Saulx                                      | Le Village                                                                  | 48° 37′ 38″ nord, 5° 12′ 58″ est                   | « PA55000009 »                                     | Inscrit                                            | 1997                                               | Église Notre-Dame de Ménil-sur-Saulx                         |
| Église Saint-Remi de Mognéville                              | Mognéville                                           |                                                                             | 48° 46′ 58″ nord, 5° 00′ 20″ est                   | « PA00106583 »                                     | Classé                                             | 1968                                               | Église Saint-Remi de Mognéville                              |
| Ferme de Mognéville                                          | Mognéville                                           | 15 rue Robert-Rouy                                                          | 48° 46′ 54″ nord, 5° 00′ 16″ est                   | « PA00106713 »                                     | Inscrit                                            | 1992                                               | Ferme de Mognéville                                          |
| Poste de commandement du colonel Driant                      | Moirey-Flabas-Crépion                                |                                                                             | 49° 16′ 27″ nord, 5° 24′ 15″ est                   | « PA00106584 »                                     | Classé                                             | 1931                                               | Poste de commandement du colonel Driant                      |
| Château de Montbras                                          | Montbras                                             |                                                                             | 48° 31′ 40″ nord, 5° 41′ 41″ est                   | « PA00106586 »                                     | Classé Inscrit                                     | 1974 2012                                          | Château de Montbras                                          |
| Terrains de zone rouge                                       | Montfaucon-d'Argonne                                 |                                                                             | 49° 16′ 23″ nord, 5° 08′ 29″ est                   | « PA00106587 »                                     | Classé                                             | 1937                                               | Terrains de zone rouge                                       |
| Château des Monthairons                                      | Les Monthairons                                      |                                                                             | 49° 03′ 40″ nord, 5° 24′ 33″ est                   | « PA55000003 »                                     | Inscrit                                            | 1996                                               | Château des Monthairons                                      |
| Abbaye d'Écurey                                              | Montiers-sur-Saulx                                   | Écurey                                                                      | 48° 33′ 27″ nord, 5° 16′ 10″ est                   | « PA00125531 »                                     | Inscrit                                            | 1993                                               | Image manquante Téléverser                                   |
| Fonderies d'Écurey                                           | Montiers-sur-Saulx                                   | Écurey                                                                      | 48° 33′ 26″ nord, 5° 16′ 06″ est                   | « PA55000039 »                                     | Inscrit                                            | 2013                                               | Image manquante Téléverser                                   |
| Abbaye d'Orval (Ancien refuge)                               | Montmédy                                             | Ville-Haute                                                                 | 49° 31′ 04″ nord, 5° 21′ 40″ est                   | « PA00106693 »                                     | Inscrit                                            | 1990                                               | Abbaye d'Orval (Ancien refuge)                               |
| Château de Fresnois                                          | Montmédy                                             |                                                                             | 49° 31′ 55″ nord, 5° 23′ 20″ est                   | « PA00106588 »                                     | Inscrit                                            | 1990                                               | Image manquante Téléverser                                   |
| Citadelle de Montmédy                                        | Montmédy                                             |                                                                             | 49° 30′ 58″ nord, 5° 21′ 35″ est                   | « PA00106590 »                                     | Classé                                             | 1991                                               | Citadelle de Montmédy                                        |
| Église Saint-Martin de Montmédy                              | Montmédy                                             |                                                                             | 49° 31′ 03″ nord, 5° 21′ 42″ est                   | « PA00106589 »                                     | Classé                                             | 1932                                               | Église Saint-Martin de Montmédy                              |
| Dolmen du Ruissard                                           | Montplonne                                           | Derrière la Vieille Tuilerie                                                | 48° 41′ 03″ nord, 5° 10′ 43″ est                   | « PA55000024 »                                     | Inscrit                                            | 2000                                               | Image manquante Téléverser                                   |
| Menhir de Champ l'Alouette                                   | Montplonne                                           | Champ l'Alouette                                                            | 48° 42′ 45″ nord, 5° 10′ 43″ est                   | « PA55000026 »                                     | Inscrit                                            | 2000                                               | Image manquante Téléverser                                   |
| Menhir du Corrois                                            | Montplonne                                           | Le Corrois                                                                  | 48° 41′ 12″ nord, 5° 09′ 30″ est                   | « PA55000025 »                                     | Inscrit                                            | 2000                                               | Image manquante Téléverser                                   |
| Église Notre-Dame de Mont-devant-Sassey                      | Mont-devant-Sassey                                   |                                                                             | 49° 24′ 44″ nord, 5° 09′ 58″ est                   | « PA00106585 »                                     | Classé                                             | 1875                                               | Église Notre-Dame de Mont-devant-Sassey                      |
| Mairie-lavoir de Mont-devant-Sassey                          | Mont-devant-Sassey                                   | Le Village                                                                  | 49° 24′ 35″ nord, 5° 10′ 03″ est                   | « PA55000015 »                                     | Inscrit                                            | 1998                                               | Mairie-lavoir de Mont-devant-Sassey                          |
| Butte de Montsec                                             | Montsec                                              |                                                                             | 48° 53′ 22″ nord, 5° 42′ 46″ est                   | « PA00106591 »                                     | Classé                                             | 1975                                               | Butte de Montsec                                             |
| Château de Charmois                                          | Mouzay                                               |                                                                             | 49° 26′ 49″ nord, 5° 14′ 08″ est                   | « PA00106592 »                                     | Inscrit                                            | 1981                                               | Château de Charmois                                          |
| Église Saint-Maurice-de-Naives de Naives-Rosières            | Naives-Rosières                                      |                                                                             | 48° 47′ 42″ nord, 5° 13′ 05″ est                   | « PA00106594 »                                     | Inscrit                                            | 1989                                               | Église Saint-Maurice-de-Naives de Naives-Rosières            |
| Nasium                                                       | Naix-aux-Forges Également sur Saint-Amand-sur-Ornain |                                                                             | 48° 37′ 57″ nord, 5° 23′ 12″ est                   | « PA00106595 »                                     | Classé                                             | 1862                                               | Nasium                                                       |
| Menhir de Champ l'Écuyer                                     | Nant-le-Grand                                        |                                                                             | 48° 40′ 52″ nord, 5° 12′ 04″ est                   | « PA00106597 »                                     | Classé                                             | 1924                                               | Image manquante Téléverser                                   |
| Menhir de la Chèvre                                          | Nant-le-Grand                                        |                                                                             | 48° 41′ 25″ nord, 5° 12′ 30″ est                   | « PA55000028 »                                     | Inscrit                                            | 2000                                               | Image manquante Téléverser                                   |
| Menhir de la Pierre l'Ogre                                   | Nant-le-Grand                                        | Champ Maucervelle                                                           | 48° 41′ 12″ nord, 5° 12′ 17″ est                   | « PA00106596 »                                     | Classé                                             | 1924                                               | Image manquante Téléverser                                   |
| Menhir de la Queue                                           | Nant-le-Grand                                        |                                                                             | 48° 41′ 27″ nord, 5° 12′ 29″ est                   | « PA55000027 »                                     | Inscrit                                            | 2000                                               | Image manquante Téléverser                                   |
| Parc et Château de la Grange-aux-Champs                      | Nettancourt                                          | La Grange-aux-Champs                                                        | 48° 52′ 47″ nord, 4° 56′ 18″ est                   | « PA00125532 »                                     | Inscrit                                            | 1993                                               | Parc et Château de la Grange-aux-Champs                      |
| Église Saint-Rémy de Nettancourt                             | Nettancourt                                          |                                                                             | 48° 52′ 27″ nord, 4° 56′ 20″ est                   | « PA00106598 »                                     | Classé                                             | 1913                                               | Église Saint-Rémy de Nettancourt                             |
| Ferme de Nettancourt                                         | Nettancourt                                          | 5, 7 rue de l'Orme                                                          | 48° 52′ 27″ nord, 4° 56′ 37″ est                   | « PA00106711 »                                     | Inscrit                                            | 1992                                               | Image manquante Téléverser                                   |
| Maison                                                       | Nettancourt                                          | Grande-rue                                                                  | à géolocaliser                                     | « PA00106599 »                                     | Inscrit                                            | 1942                                               | Image manquante Téléverser                                   |
| Maison à pans de bois                                        | Neuville-sur-Ornain                                  | Rue du Moulin                                                               | 48° 49′ 27″ nord, 5° 02′ 48″ est                   | « PA00106694 »                                     | Inscrit                                            | 1990                                               | Image manquante Téléverser                                   |
| Château de Neuville-en-Verdunois                             | Neuville-en-Verdunois                                |                                                                             | 48° 56′ 37″ nord, 5° 17′ 47″ est                   | « PA00106600 »                                     | Inscrit                                            | 1975                                               | Château de Neuville-en-Verdunois                             |
| Chapelle Notre-Dame-du-Val de Noyers-Auzécourt               | Noyers-Auzécourt                                     | Maison du Val                                                               | 48° 52′ 37″ nord, 4° 57′ 28″ est                   | « PA55000020 »                                     | Inscrit                                            | 1999                                               | Chapelle Notre-Dame-du-Val de Noyers-Auzécourt               |
| Église Saint-Martin de Nubécourt                             | Nubécourt                                            |                                                                             | 48° 59′ 51″ nord, 5° 10′ 31″ est                   | « PA00106601 »                                     | Classé                                             | 1908                                               | Église Saint-Martin de Nubécourt                             |
| Église Saint-Michel d'Ornes                                  | Ornes                                                | Horgne                                                                      | 49° 15′ 10″ nord, 5° 28′ 02″ est                   | « PA55000004 »                                     | Inscrit                                            | 1996                                               | Église Saint-Michel d'Ornes                                  |
| Église Saint-Remi de Pareid                                  | Pareid                                               |                                                                             | 49° 07′ 04″ nord, 5° 42′ 58″ est                   | « PA00106602 »                                     | Classé                                             | 1911                                               | Église Saint-Remi de Pareid                                  |
| Grange monastique de Prouilly                                | Pouilly-sur-Meuse                                    | La Ferme de Prouilly                                                        | 49° 32′ 46″ nord, 5° 07′ 48″ est                   | « PA00106699 »                                     | Inscrit                                            | 1991                                               | Image manquante Téléverser                                   |
| Chemin de croix de Benoîte-Vaux                              | Rambluzin-et-Benoite-Vaux                            |                                                                             | 48° 58′ 37″ nord, 5° 21′ 18″ est                   | « PA55000016 »                                     | Inscrit                                            | 1998                                               | Chemin de croix de Benoîte-Vaux                              |
| Église Notre-Dame de Benoîte-Vaux                            | Rambluzin-et-Benoite-Vaux                            |                                                                             | 48° 58′ 40″ nord, 5° 21′ 03″ est                   | « PA00106603 »                                     | Classé                                             | 1983                                               | Église Notre-Dame de Benoîte-Vaux                            |
| Église Saint-Médard de Rancourt-sur-Ornain                   | Rancourt-sur-Ornain                                  |                                                                             | 48° 49′ 32″ nord, 4° 54′ 45″ est                   | « PA00106604 »                                     | Classé                                             | 1994                                               | Église Saint-Médard de Rancourt-sur-Ornain                   |
| Église Saint-Louvent de Rembercourt-aux-Pots                 | Rembercourt-Sommaisne                                |                                                                             | 48° 54′ 35″ nord, 5° 10′ 49″ est                   | « PA00106605 »                                     | Classé                                             | 1840                                               | Église Saint-Louvent de Rembercourt-aux-Pots                 |
| Croix de Saint-Jacques (Remoiville)                          | Remoiville                                           | Rue Saint-Jacques                                                           | 49° 26′ 41″ nord, 5° 21′ 25″ est                   | « PA00106606 »                                     | Inscrit                                            | 1935                                               | Image manquante Téléverser                                   |
| Église Saint-Rémi de Resson                                  | Resson                                               |                                                                             | 48° 46′ 12″ nord, 5° 13′ 50″ est                   | « PA00106607 »                                     | Classé                                             | 1990                                               | Église Saint-Rémi de Resson                                  |
| Église Saint-Pierre-et-Saint-Paul de Revigny-sur-Ornain      | Revigny-sur-Ornain                                   |                                                                             | 48° 49′ 49″ nord, 4° 59′ 03″ est                   | « PA00106608 »                                     | Classé                                             | 1908                                               | Église Saint-Pierre-et-Saint-Paul de Revigny-sur-Ornain      |
| Église Saint-Martin de Ribeaucourt                           | Ribeaucourt                                          |                                                                             | 48° 32′ 44″ nord, 5° 21′ 05″ est                   | « PA00106609 »                                     | Inscrit                                            | 1986                                               | Église Saint-Martin de Ribeaucourt                           |
| Cimetière américain et chapelle de Meuse-Argonne             | Romagne-sous-Montfaucon                              |                                                                             | 49° 20′ 03″ nord, 5° 05′ 36″ est                   | « PA55000049 »                                     | Classé                                             | 2017                                               | Cimetière américain et chapelle de Meuse-Argonne             |
| Église Saints-Pierre-et-Paul de Rupt-aux-Nonains             | Rupt-aux-Nonains                                     |                                                                             | 48° 40′ 11″ nord, 5° 06′ 48″ est                   | « PA00106610 »                                     | Inscrit                                            | 1970                                               | Église Saints-Pierre-et-Paul de Rupt-aux-Nonains             |
| Pont sur la Saulx                                            | Rupt-aux-Nonains                                     |                                                                             | 48° 40′ 08″ nord, 5° 06′ 45″ est                   | « PA00106611 »                                     | Classé                                             | 1975                                               | Pont sur la Saulx                                            |
| Château de Rupt-sur-Othain                                   | Rupt-sur-Othain                                      |                                                                             | 49° 25′ 11″ nord, 5° 29′ 38″ est                   | « PA55000045 »                                     | Inscrit                                            | 2015                                               | Château de Rupt-sur-Othain                                   |
| Nasium                                                       | Saint-Amand-sur-Ornain Également sur Naix-aux-Forges | Mazeroie Sur les Basses Vignes Au-dessus de la Chalaide                     | 48° 37′ 57″ nord, 5° 23′ 12″ est                   | « PA00132647 »                                     | Inscrit                                            | 1994                                               | Nasium                                                       |
| Site archéologique de Saint-Laurent-sur-Othain               | Saint-Laurent-sur-Othain                             | Châtelet                                                                    | 49° 24′ 02″ nord, 5° 32′ 25″ est                   | « PA00106612 »                                     | Classé                                             | 1936                                               | Image manquante Téléverser                                   |
| Abbaye Saint-Michel de Saint-Mihiel                          | Saint-Mihiel                                         | Place des Moines Rue du Palais-de-Justice Place Jean-Berain Rue de l'Église | 48° 53′ 21″ nord, 5° 32′ 29″ est                   | « PA00106613 »                                     | Inscrit Classé                                     | 1975 1982                                          | Abbaye Saint-Michel de Saint-Mihiel                          |
| Café des Arcades                                             | Saint-Mihiel                                         | 2 avenue du Bois-d'Ailly                                                    | 48° 53′ 14″ nord, 5° 33′ 03″ est                   | « PA00106618 »                                     | Inscrit                                            | 1984                                               | Café des Arcades                                             |
| Couvent des Minimes de Saint-Mihiel                          | Saint-Mihiel                                         | Les Minimes                                                                 | 48° 53′ 13″ nord, 5° 33′ 05″ est                   | « PA00106614 »                                     | Inscrit                                            | 1989                                               | Couvent des Minimes de Saint-Mihiel                          |
| Dame Schonne                                                 | Saint-Mihiel                                         | Bois de Wawroils                                                            | 48° 54′ 19″ nord, 5° 37′ 17″ est                   | « PA00106625 »                                     | Classé                                             | 1889                                               | Dame Schonne                                                 |
| Église Saint-Étienne de Saint-Mihiel                         | Saint-Mihiel                                         |                                                                             | 48° 53′ 15″ nord, 5° 32′ 50″ est                   | « PA00106615 »                                     | Classé                                             | 1907                                               | Église Saint-Étienne de Saint-Mihiel                         |
| Hôtel de Faillonnet                                          | Saint-Mihiel                                         | 11 place des Fusillés-et-Résistants                                         | 48° 53′ 22″ nord, 5° 32′ 39″ est                   | « PA00106700 »                                     | Inscrit Classé                                     | 1927 1991 1994                                     | Hôtel de Faillonnet                                          |
| Hôtel de Gondrecourt                                         | Saint-Mihiel                                         | 16 rue Larzillière-Beudant                                                  | 48° 53′ 17″ nord, 5° 32′ 53″ est                   | « PA00106714 »                                     | Inscrit                                            | 1992                                               | Hôtel de Gondrecourt                                         |
| Hôtel de Rouyn                                               | Saint-Mihiel                                         | Le Bourg 10 rue du Général-Audéoud                                          | 48° 53′ 17″ nord, 5° 32′ 47″ est                   | « PA00106616 »                                     | Inscrit                                            | 1995                                               | Hôtel de Rouyn                                               |
| Hôtel de ville de Saint-Mihiel                               | Saint-Mihiel                                         |                                                                             | 48° 53′ 22″ nord, 5° 32′ 42″ est                   | « PA00106617 »                                     | Inscrit                                            | 1926                                               | Hôtel de ville de Saint-Mihiel                               |
| Immeuble                                                     | Saint-Mihiel                                         | 30 place d'Armes                                                            | 48° 53′ 22″ nord, 5° 32′ 38″ est                   | « PA00106622 »                                     | Inscrit                                            | 1995                                               | Immeuble                                                     |
| Maison                                                       | Saint-Mihiel                                         | Les Capucins 17 rue Porte-à-Metz                                            | 48° 53′ 24″ nord, 5° 32′ 42″ est                   | « PA55000033 »                                     | Inscrit                                            | 2002                                               | Image manquante Téléverser                                   |
| Maison                                                       | Saint-Mihiel                                         | 8bis rue Carnot                                                             | 48° 53′ 24″ nord, 5° 32′ 33″ est                   | « PA00106621 »                                     | Inscrit                                            | 1926                                               | Maison                                                       |
| Maison                                                       | Saint-Mihiel                                         | 8 rue Raymond Poincaré                                                      | 48° 53′ 20″ nord, 5° 32′ 37″ est                   | « PA00106620 »                                     | Inscrit                                            | 1926                                               | Image manquante Téléverser                                   |
| Maison de Ligier-Richier                                     | Saint-Mihiel                                         | 7 rue des Hauts-Fossés                                                      | 48° 53′ 28″ nord, 5° 32′ 32″ est                   | « PA00106623 »                                     | Classé                                             | 1921                                               | Maison de Ligier-Richier                                     |
| Maison du Roi                                                | Saint-Mihiel                                         | 2 rue Notre-Dame                                                            | 48° 53′ 28″ nord, 5° 32′ 27″ est                   | « PA00106624 »                                     | Classé                                             | 1913                                               | Maison du Roi                                                |
| Quartier Colson-Blaise                                       | Saint-Mihiel                                         | Place du Quartier                                                           | 48° 53′ 20″ nord, 5° 32′ 20″ est                   | « PA00106626 »                                     | Inscrit                                            | 1929                                               | Image manquante Téléverser                                   |
| Église Saint-Remi de Saint-Pierrevillers                     | Saint-Pierrevillers                                  |                                                                             | 49° 22′ 40″ nord, 5° 41′ 04″ est                   | « PA00106627 »                                     | Classé                                             | 1912                                               | Église Saint-Remi de Saint-Pierrevillers                     |
| Château de Sampigny                                          | Sampigny                                             |                                                                             | 48° 49′ 25″ nord, 5° 30′ 49″ est                   | « PA00106628 »                                     | Inscrit Classé                                     | 1981 1989                                          | Château de Sampigny                                          |
| Église Saint-Calixte de Savonnières-devant-Bar               | Savonnières-devant-Bar                               | Rue-Maurice-Heuillon                                                        | 48° 45′ 22″ nord, 5° 10′ 41″ est                   | « PA55000010 »                                     | Inscrit                                            | 1997                                               | Église Saint-Calixte de Savonnières-devant-Bar               |
| Église de la Nativité-Notre-Dame de Seigneulles              | Seigneulles                                          |                                                                             | 48° 51′ 07″ nord, 5° 13′ 59″ est                   | « PA00106701 »                                     | Inscrit                                            | 1991                                               | Église de la Nativité-Notre-Dame de Seigneulles              |
| Église Saint-Léonard de Senon                                | Senon                                                |                                                                             | 49° 16′ 45″ nord, 5° 38′ 33″ est                   | « PA00106629 »                                     | Classé                                             | 1906                                               | Église Saint-Léonard de Senon                                |
| Vicus gallo-romain de Senon                                  | Senon                                                | Le Bourge                                                                   | 49° 16′ 44″ nord, 5° 38′ 01″ est                   | « PA00106630 »                                     | Classé Inscrit                                     | 1923 1992                                          | Image manquante Téléverser                                   |
| Chapelle du Vieux-Astre                                      | Sepvigny                                             |                                                                             | 48° 34′ 00″ nord, 5° 41′ 00″ est                   | « PA00106631 »                                     | Classé                                             | 1910                                               | Chapelle du Vieux-Astre                                      |
| Croix de Sepvigny                                            | Sepvigny                                             | Rue de la Croix                                                             | 48° 33′ 32″ nord, 5° 41′ 11″ est                   | « PA00106632 »                                     | Classé                                             | 1909                                               | Image manquante Téléverser                                   |
| Église Saint-Èvre de Sepvigny                                | Sepvigny                                             |                                                                             | 48° 33′ 30″ nord, 5° 41′ 03″ est                   | « PA00106633 »                                     | Classé                                             | 1908                                               | Église Saint-Èvre de Sepvigny                                |
| Église Saint-Nicolas de Triaucourt                           | Seuil-d'Argonne                                      |                                                                             | 48° 58′ 42″ nord, 5° 03′ 38″ est                   | « PA00106634 »                                     | Classé                                             | 1941                                               | Église Saint-Nicolas de Triaucourt                           |
| Ferme de Seuil-d'Argonne                                     | Seuil-d'Argonne                                      | Rue Auguste Lemaire                                                         | 48° 58′ 44″ nord, 5° 03′ 58″ est                   | « PA00106716 »                                     | Inscrit                                            | 1992                                               | Image manquante Téléverser                                   |
| Lavoir de la Mutasse                                         | Seuil-d'Argonne                                      | Impasse de la Mutasse                                                       | 48° 58′ 44″ nord, 5° 03′ 29″ est                   | « PA00106715 »                                     | Inscrit                                            | 1992                                               | Image manquante Téléverser                                   |
| Église Saint-Martin de Sorcy-Saint-Martin                    | Sorcy-Saint-Martin                                   | Saint-Martin                                                                | 48° 42′ 40″ nord, 5° 38′ 03″ est                   | « PA00106702 »                                     | Classé                                             | 1995                                               | Église Saint-Martin de Sorcy-Saint-Martin                    |
| Immeuble Brouet                                              | Sorcy-Saint-Martin                                   | rue du Château-Emy                                                          | 48° 42′ 44″ nord, 5° 38′ 05″ est                   | « PA00106635 »                                     | Classé                                             | 1927                                               | Immeuble Brouet                                              |
| Hôtel de ville de Souilly                                    | Souilly                                              |                                                                             | 49° 01′ 41″ nord, 5° 17′ 10″ est                   | « PA00106636 »                                     | Classé                                             | 1943                                               | Hôtel de ville de Souilly                                    |
| Motte castrale de Souilly                                    | Souilly                                              |                                                                             | 49° 01′ 29″ nord, 5° 16′ 29″ est                   | « PA00106695 »                                     | Inscrit                                            | 1990                                               | Image manquante Téléverser                                   |
| Abbaye de Jovilliers                                         | Stainville                                           | Champ le Prêtre                                                             | 48° 37′ 15″ nord, 5° 10′ 47″ est                   | « PA00106637 »                                     | Inscrit                                            | 1995                                               | Abbaye de Jovilliers                                         |
| Château de Choiseul                                          | Stainville                                           |                                                                             | 48° 39′ 14″ nord, 5° 11′ 05″ est                   | « PA00106638 »                                     | Inscrit                                            | 1932                                               | Image manquante Téléverser                                   |
| Église Saint-Mathieu de Stainville                           | Stainville                                           | Rue de l'Église                                                             | 48° 39′ 16″ nord, 5° 11′ 01″ est                   | « PA00106703 »                                     | Classé                                             | 1994                                               | Image manquante Téléverser                                   |
| Chapelle Saint-Lambert de Cervisy (ruines)                   | Stenay (Cervisy)                                     | Fond de Saint-Lambert                                                       | 49° 30′ 38″ nord, 5° 11′ 01″ est                   | « PA00106704 »                                     | Inscrit                                            | 1991                                               | Image manquante Téléverser                                   |
| Immeuble                                                     | Stenay                                               | 30 rue de la Citadelle                                                      | 49° 29′ 18″ nord, 5° 11′ 13″ est                   | « PA00106640 »                                     | Inscrit                                            | 1981                                               | Immeuble                                                     |
| Musée européen de la Bière                                   | Stenay                                               | Impasse de la Malterie                                                      | 49° 29′ 20″ nord, 5° 11′ 13″ est                   | « PA00106639 »                                     | Inscrit                                            | 1986                                               | Musée européen de la Bière                                   |
| Menhir de la Chèvre                                          | Tannois                                              |                                                                             | 48° 41′ 25″ nord, 5° 12′ 30″ est                   | « PA55000030 »                                     | Inscrit                                            | 2000                                               | Image manquante Téléverser                                   |
| Menhir de la Queue                                           | Tannois                                              |                                                                             | 48° 41′ 27″ nord, 5° 12′ 29″ est                   | « PA55000029 »                                     | Inscrit                                            | 2000                                               | Image manquante Téléverser                                   |
| Château de Thillombois                                       | Thillombois                                          |                                                                             | 48° 57′ 23″ nord, 5° 23′ 55″ est                   | « PA00135418 »                                     | Inscrit                                            | 1995                                               | Château de Thillombois                                       |
| Église Saint-Menge de Trémont-sur-Saulx                      | Trémont-sur-Saulx                                    |                                                                             | 48° 44′ 54″ nord, 5° 03′ 23″ est                   | « PA00106641 »                                     | Classé                                             | 1984                                               | Église Saint-Menge de Trémont-sur-Saulx                      |
| Château du Tertre                                            | Tronville-en-Barrois                                 | 7 rue Salvador-Allende 1 rue du Bouvret                                     | 48° 43′ 14″ nord, 5° 16′ 49″ est                   | « PA55000013 »                                     | Inscrit                                            | 1998                                               | Château du Tertre                                            |
| Église de l'Immaculée-Conception de Tronville-en-Barrois     | Tronville-en-Barrois                                 |                                                                             | 48° 43′ 14″ nord, 5° 16′ 42″ est                   | « PA00106642 »                                     | Inscrit                                            | 1989                                               | Église de l'Immaculée-Conception de Tronville-en-Barrois     |
| Église Saint-Laurent de Troussey                             | Troussey                                             |                                                                             | 48° 42′ 11″ nord, 5° 42′ 05″ est                   | « PA00106643 »                                     | Inscrit                                            | 1989                                               | Église Saint-Laurent de Troussey                             |
| Fort de Troyon                                               | Troyon                                               |                                                                             | 48° 59′ 19″ nord, 5° 29′ 18″ est                   | « PA00132766 »                                     | Inscrit                                            | 1994                                               | Fort de Troyon                                               |
| Église Saint-Nicolas de Mussey de Val-d'Ornain               | Val-d'Ornain                                         |                                                                             | 48° 48′ 03″ nord, 5° 04′ 01″ est                   | « PA00106593 »                                     | Inscrit                                            | 1994                                               | Église Saint-Nicolas de Mussey de Val-d'Ornain               |
| Maison seigneuriale de Varney                                | Val-d'Ornain                                         | Rue-des-Fermes                                                              | 48° 48′ 36″ nord, 5° 06′ 01″ est                   | « PA55000011 »                                     | Inscrit                                            | 1997                                               | Image manquante Téléverser                                   |
| Rendez-vous de chasse des banquiers Varin-Bernier            | Val-d'Ornain                                         | Bussy-la-Cote                                                               | 48° 50′ 04″ nord, 5° 05′ 04″ est                   | « PA55000036 »                                     | Inscrit                                            | 2003                                               | Image manquante Téléverser                                   |
| Abris du prince Ruprecht de Bavière                          | Varennes-en-Argonne                                  |                                                                             | 49° 12′ 51″ nord, 4° 59′ 30″ est                   | « PA00106644 »                                     | Classé                                             | 1922                                               | Image manquante Téléverser                                   |
| Église Notre-Dame de Varennes-en-Argonne                     | Varennes-en-Argonne                                  |                                                                             | 49° 13′ 40″ nord, 5° 02′ 09″ est                   | « PA00106645 »                                     | Classé                                             | 1914                                               | Église Notre-Dame de Varennes-en-Argonne                     |
| Tour de l'Horloge                                            | Varennes-en-Argonne                                  | Rue de l'Hôtel-de-Ville                                                     | 49° 13′ 37″ nord, 5° 02′ 01″ est                   | « PA00106684 »                                     | Inscrit                                            | 1989                                               | Tour de l'Horloge                                            |
| Église Saint-Pierre de Vassincourt                           | Vassincourt                                          |                                                                             | 48° 48′ 14″ nord, 5° 01′ 39″ est                   | « PA00106646 »                                     | Classé                                             | 1990                                               | Église Saint-Pierre de Vassincourt                           |
| Château de Gombervaux                                        | Vaucouleurs                                          | Gombervaux                                                                  | 48° 38′ 02″ nord, 5° 39′ 04″ est                   | « PA00106648 »                                     | Classé                                             | 1994                                               | Château de Gombervaux                                        |
| Château de Vaucouleurs                                       | Vaucouleurs                                          |                                                                             | 48° 36′ 07″ nord, 5° 39′ 51″ est                   | « PA00106647 »                                     | Classé Inscrit                                     | 1893 1953                                          | Château de Vaucouleurs                                       |
| Église Saint-Laurent de Vaucouleurs                          | Vaucouleurs                                          |                                                                             | 48° 36′ 09″ nord, 5° 39′ 57″ est                   | « PA00106649 »                                     | Classé                                             | 1990                                               | Église Saint-Laurent de Vaucouleurs                          |
| Remparts de Vaucouleurs                                      | Vaucouleurs                                          | Rue des Muets                                                               | 48° 36′ 16″ nord, 5° 39′ 59″ est                   | « PA00106650 »                                     | Classé                                             | 1979                                               | Remparts de Vaucouleurs                                      |
| Tour des Anglais                                             | Vaucouleurs                                          | Rue des Muets                                                               | 48° 36′ 16″ nord, 5° 39′ 59″ est                   | « PA00106650 »                                     | Classé                                             | 1979                                               | Image manquante Téléverser                                   |
| Tour du Roi                                                  | Vaucouleurs                                          | Rue des Tours                                                               | 48° 36′ 16″ nord, 5° 39′ 56″ est                   | « PA00106651 »                                     | Classé                                             | 1979                                               | Image manquante Téléverser                                   |
| Terrains de zone rouge                                       | Vauquois                                             |                                                                             | 49° 12′ 21″ nord, 5° 04′ 10″ est                   | « PA00106652 »                                     | Classé                                             | 1937                                               | Terrains de zone rouge                                       |
| Fort de Vaux                                                 | Vaux-devant-Damloup                                  |                                                                             | 49° 12′ 02″ nord, 5° 28′ 12″ est                   | « PA00106653 »                                     | Classé                                             | 1970                                               | Fort de Vaux                                                 |
|                                                              | Verdun                                               | Voir liste des monuments historiques de Verdun                              | Voir liste des monuments historiques de Verdun     | Voir liste des monuments historiques de Verdun     | Voir liste des monuments historiques de Verdun     | Voir liste des monuments historiques de Verdun     | Voir liste des monuments historiques de Verdun               |
| Château d'Hattonchâtel                                       | Vigneulles-lès-Hattonchâtel                          |                                                                             | 48° 59′ 34″ nord, 5° 42′ 21″ est                   | « PA00106674 »                                     | Inscrit                                            | 1986                                               | Château d'Hattonchâtel                                       |
| Collégiale Saint-Maur d'Hattonchâtel                         | Vigneulles-lès-Hattonchâtel                          |                                                                             | 48° 59′ 31″ nord, 5° 42′ 14″ est                   | « PA00106673 »                                     | Classé                                             | 1908                                               | Collégiale Saint-Maur d'Hattonchâtel                         |
| Église Saint-Pierre et Saint-Paul de Creuë                   | Vigneulles-lès-Hattonchâtel                          |                                                                             | 48° 57′ 55″ nord, 5° 40′ 04″ est                   | « PA00132648 »                                     | Inscrit                                            | 1994                                               | Église Saint-Pierre et Saint-Paul de Creuë                   |
| Maison des Arcades                                           | Vigneulles-lès-Hattonchâtel                          | Place du Grand-Puits                                                        | 48° 59′ 31″ nord, 5° 42′ 10″ est                   | « PA00106675 »                                     | Inscrit                                            | 1986                                               | Maison des Arcades                                           |
| Maison de la Voûte                                           | Vigneulles-lès-Hattonchâtel                          | Grande-Rue                                                                  | 48° 59′ 32″ nord, 5° 42′ 07″ est                   | « PA00106676 »                                     | Classé                                             | 1990                                               | Maison de la Voûte                                           |
| Château de Ville-sur-Saulx                                   | Ville-sur-Saulx                                      |                                                                             | 48° 42′ 44″ nord, 5° 03′ 16″ est                   | « PA00106678 »                                     | Inscrit                                            | 1995                                               | Château de Ville-sur-Saulx                                   |
| Château d'Hannoncelles                                       | Ville-en-Woëvre                                      | Hannoncelles                                                                | 49° 07′ 24″ nord, 5° 38′ 03″ est                   | « PA00106677 »                                     | Classé                                             | 1992                                               | Image manquante Téléverser                                   |
| Église Saint-Brice de Villotte-devant-Louppy                 | Villotte-devant-Louppy                               |                                                                             | 48° 53′ 07″ nord, 5° 04′ 25″ est                   | « PA00106679 »                                     | Classé                                             | 1918                                               | Église Saint-Brice de Villotte-devant-Louppy                 |
| Fontaine de la Vache                                         | Villotte-devant-Louppy                               | En bordure de la route de Givry-en-Argonne à Saint-Mihiel                   | 48° 53′ 11″ nord, 5° 04′ 56″ est                   | « PA00106718 »                                     | Inscrit                                            | 1992                                               | Fontaine de la Vache                                         |
| Château de Void                                              | Void-Vacon                                           |                                                                             | 48° 41′ 11″ nord, 5° 37′ 07″ est                   | « PA00106680 »                                     | Inscrit                                            | 1938                                               | Château de Void                                              |
| Site archéologique de Waly                                   | Waly                                                 | Côte de Waly                                                                | 49° 02′ 03″ nord, 5° 06′ 07″ est                   | « PA00132649 »                                     | Inscrit                                            | 1994                                               | Image manquante Téléverser                                   |
| Église Saint-Firmin de Warcq                                 | Warcq                                                |                                                                             | 49° 11′ 29″ nord, 5° 39′ 10″ est                   | « PA00106681 »                                     | Classé                                             | 1921                                               | Église Saint-Firmin de Warcq                                 |
| Église Saint-Gorgon de Woël                                  | Woël                                                 |                                                                             | 49° 02′ 31″ nord, 5° 43′ 56″ est                   | « PA00106682 »                                     | Classé                                             | 1914                                               | Église Saint-Gorgon de Woël                                  |